# Capo Billings
Capo Billings (in russo мыс Биллингса, mys Billingsa) si trova sulla costa settentrionale della penisola dei Ciukci, in Russia, in corrispondenza dello stretto di De Long. È situato sulla lingua di terra che separa le acque della laguna Val'kakynmangky (лагуна Валькакынмангкы) da quelle del mare della Siberia orientale. Sulla stessa lingua di terra, 12 km ad ovest, c'è l'omonimo villaggio di Billings. A est si trova capo Schmidt (Мыс Шмидта).
Capo Billings ha preso il nome dall'esploratore inglese Joseph Billings (1758—1806) che fu al servizio della Marina militare russa al tempo dell'imperatrice Caterina II.

## Fauna
La zona del capo è un luogo di sosta nella migrazione della popolazione asiatica di oche delle nevi nel periodo compreso tra la fine di agosto e inizio settembre.